# Басето (Фиренца)
Басето је насеље у Италији у округу Фиренца, региону Тоскана.
Према процени из 2011. у насељу је живело 50 становника. Насеље се налази на надморској висини од 72 м.